# Oxydesmus crinitus
Oxydesmus crinitus är en mångfotingart som beskrevs av Carl Graf Attems 1927. Oxydesmus crinitus ingår i släktet Oxydesmus och familjen Oxydesmidae. Inga underarter finns listade i Catalogue of Life.